# Tortola Facula
Tortola Facula est une zone brillante sur Titan, satellite naturel de Saturne.

## Caractéristiques
Tortola Facula est centrée sur 8,8° de latitude nord et 143,1 de longitude ouest, et mesure 65 km dans sa plus grande dimension.

## Observation
Tortola Facula a été découverte par les images transmises par la sonde Cassini.
Elle a reçu le nom de Tortola, une île des îles Vierges britanniques.